# Huntly (Nieuw-Zeeland)
Huntly is een plaats in de regio Waikato op het Noordereiland van Nieuw-Zeeland, 93 kilometer ten zuiden van Auckland en 35 kilometer ten noorden van Hamilton. Huntly is als Rahuipokeka gesticht in de jaren 50 van de 19e eeuw.

## Industrie

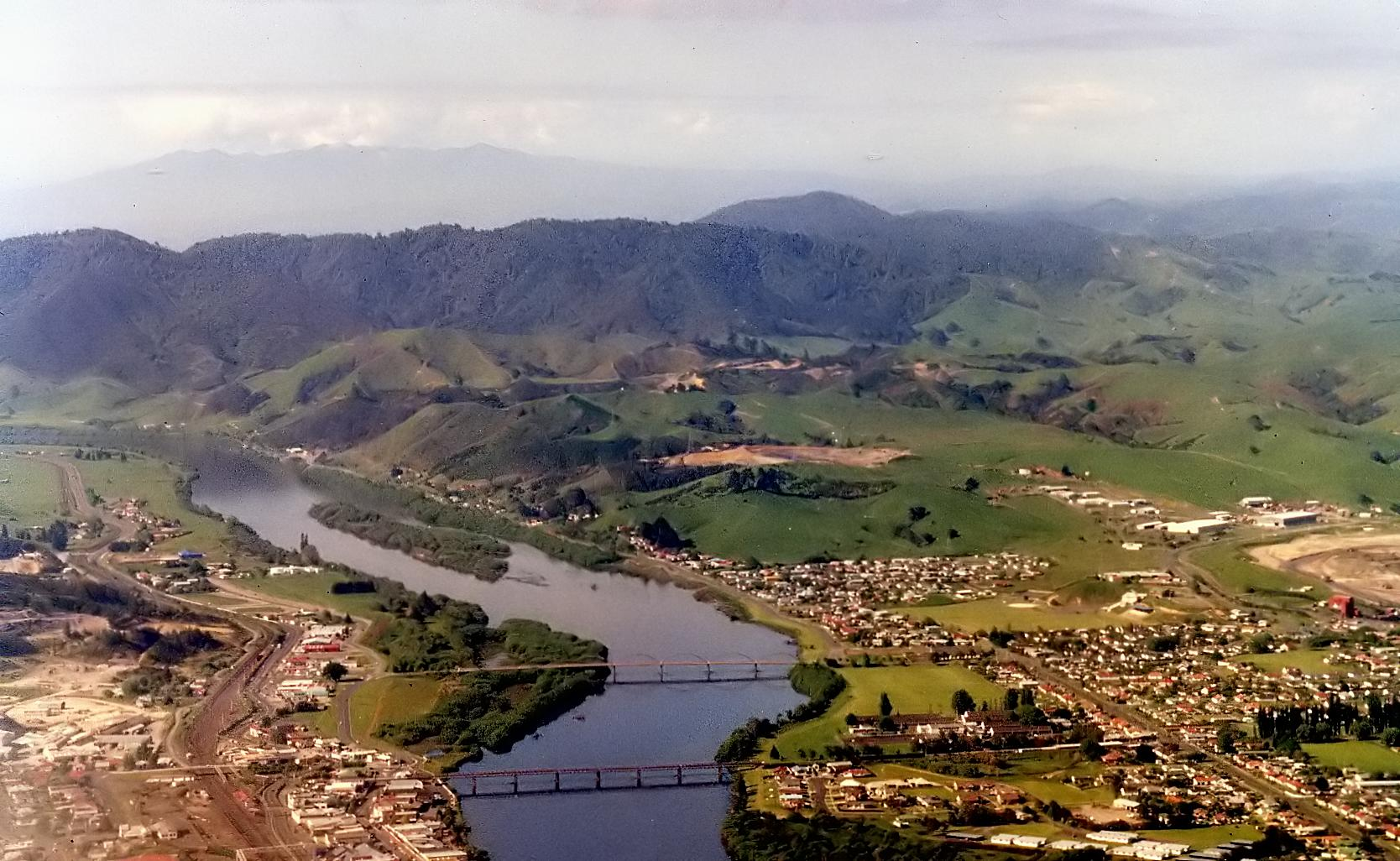
Huntly

Huntly is vooral bekend van zijn grote energiecentrale aan de westoever van Waikato River. "Huntly power station" is Nieuw-Zeelands grootste energiecentrale en levert 1435 MW, ongeveer 15 procent van de stroom van het land. Het gebied rondom Huntly is de grootste kolen producent van het land, met een dagproductie van meer dan 10.000 ton. Huntly is ook omgeven door agrarisch gebied en meren, die worden gebruikt om te vissen, varen of waterskiën.

## Māori
Huntly heeft een belangrijke Māori geschiedenis. Ngati Mahuta en Ngati Whawhakia zijn de stammen in het gebied. Er zijn diverse marae in en rond Huntly; Waahi Pa, Te Kauri, Kaitimutimu, Te Ohaaki, Maurea en Horahora. Waahi Pa was de officiële residentie van de overleden Māori Koningin Te Atairangikaahu en is momenteel de residentie van haar zoon, Māori Koning Tuheitia Paki.

## Rugby League
Huntly heeft een grote rugby league geschiedenis, op een bepaald moment kende de plaats zelfs vier rugby clubs; Taniwharau, Huntly South, Huntly United en Rangiriri Eels. Taniwharau is de meest succesvolle club met 11 regionale kampioenschappen in de jaren 70 en 80. Ook won de club het interregionale "Waicoa Bay Championship" in 2002 en 2007. Het "Waicoa Bay Championship" is een gecombineerde rugby competitie met clubs uit Waikato, Bay of Plenty en de kustgebieden.

### All Blacks uit Huntly
- Andy Berryman (Taniwharau)
- Ricky Muru (Taniwharau)
- Kevin Fisher (Huntly South)
- Vaugn O'Callaghan (Huntly South)
- Tawera Nikau (Rangiriri)
- Wairangi Koopu (Taniwharau)
- Lance Hohaia (Taniwharau

## Geboren in Huntley
- Tuheitia Paki (1955-2024), Māori-koning